# Grad Pilštanj
Grad Pilštanj (nemško Peilenstein) je stal v naselju Pilštanj v občini Kozje.

## Zgodovina
Po legendi naj bi se na gradu Pilštanj rodila Sveta Ema Krška. Samo naselje se omenja že leta 1042 grad pa leta 1185 kot castrum de Pilstain. V 13. stoletju rod Pilštanjskih izumre. Leta 1404 je Pilštanj prvič omenjen kot trg. Pred 31. majem leta 1515 so ga zavzeli uporni kmetje. Leta 1573 v ponovnem uporu ga kmetje niso mogli zavzeti saj je bil na novo utrnjen. V času turških vpadov je bila na Pilštanju obveščevalna postaja, ki je s kresovi opozarjala na nevarnost. Grad so konec 18.stoletja opustili in iz kamenja pozidali cerkev, kot tudi druge trške objekte. Danes je viden samo še skromen ostanek zida.